# Старший інспектор Джепп
Старший інспектор Джеймс Гарольд Джепп (англ. Detective Chief Inspector James Harold Japp) —персонаж  багатьох романів та оповідань англійської письменниці Агати Крісті про Еркюля Пуаро,  співробітник Скотленд-Ярду.
Як і міс Лемон і Артур Гастінгс, роль інспектора Джеппа в історіях про Пуаро була перебільшена при екранізації книг; у серіалі «Пуаро Агати Крісті» вони часто з'являються там, де їх не було в романах. Джепп зустрічається в основному в творах 1930-х років, та, як і Гастингс, потім зникає. У пізніх романах зустрічається суперінтендант Спенс, що нагадує його за характером.
Джеймс Джепп, бувши справним детективом, не має таланту Пуаро. З роками він перейнявся повагою до великого детектива.
У серіалі «Пуаро Агати Крісті» роль Джеппа грає Філіп Джексон, а виконавець головної ролі в серіалі  Девід Суше був Джеппом у фільмі «Тринадцять за обідом» з Пітером Устиновим у ролі Пуаро. Філіп Джексон також грав Джеппа в радіопостановці BBC, випущеній одночасно з серіалом.